# Эммиян, Роберт Жирайрович
Роберт Жирайрович Эммиян (арм. Ռոբերտ Ժիրայրի Էմմիյան; род. 16 февраля 1965, Ленинакан) — советский и армянский легкоатлет, чемпион и рекордсмен Европы по прыжкам в длину. Заслуженный мастер спорта СССР (1987). Президент федерации лёгкой атлетики Армении (с 2010 года).

## Биография
Родился 16 февраля 1965 года в Ленинакане. Начал заниматься лёгкой атлетикой в 1974 году под руководством Мкртича Карапетяна, который работал с ним на протяжении всей его спортивной карьеры.
В возрасте 16 лет Роберт Эммиян прыгнул на 7,77 метров, это был лучший результат в мире для его возраста. С 1981 года выступал за сборную Советского Союза по лёгкой атлетике. В 1983 году Эммиян впервые преодолел отметку в 8 метров. В 1983 году с результатом 7,83 метра занял третье место на чемпионате Европы среди юниоров.
В феврале 1986 года с результатом 8,32 метра Роберт Эммиян выиграл чемпионат Европы в залах, который проходил в Мадриде. В июле 1986 года на Играх доброй воли в Москве установил рекорд Европы — 8,61 метра. В августе 1986 года в Штутгарте Эммиян стал чемпионом Европы, показав результат 8,41 метра. В сентябре того же года, прыгнув на 8,37 метра, выиграл золотую медаль IX Спартакиады народов СССР.
В 1987 году Роберт Эммиян установил рекорд чемпионатов Европы по прыжкам в длину в залах — 8,49 метра. На чемпионате мира в зале 1987 года в Индианаполисе Эммиян занял четвёртое место с результатом 8,00 метра. Первым был Ларри Майрикс (США, 8,23 метра), вторым и третьим стали Пол Эморди (Нигерия) и Джованни Эвангелисти (Италия), оба — 8,01 метра.
22 мая 1987 года в высокогорном Цахкадзоре (1750 метров над уровнем моря) Роберт Эммиян прыгнул на 8,86 метра. В то время это был  второй результат в мире после рекордного прыжка Боба Бимона (8,90 метра) в Мехико в 1968 году. Позже только американцы Майкл Пауэлл и Карл Льюис прыгнули дальше Эммияна. Таким образом, результат Эммияна (8,86) остаётся до сих пор четвёртым результатом в мире и рекордом Европы.
На чемпионате мира 1987 года в Риме Эммиян занял второе место (8,53 метра), первым был Карл Льюис (8,67 метра).
В 1988 году на Олимпийских играх в Сеуле Эммиян получил травму уже в квалификации и не смог продолжить участие в соревнованиях.
В 1990 году на чемпионате Европы в залах в Глазго Эммиян завоевал бронзовую медаль с результатом 8,06 метра.
С 1993 года Эммиян выступал за Армению. Он участвовал в Олимпийских играх 1996 года в Атланте, но с результатом 7,76 метра не прошёл квалификацию, заняв только 28 место.
Последний раз на 8 метров Эммиян прыгнул в 1995 году на чемпионате Франции по лёгкой атлетике.
С 1992 года Роберт Эммиян живёт в Париже. Он работает по контракту в одном из спортивных клубов. С 2004 года являлся советником президента НОК Катара, помогал в подготовке легкоатлетов этой страны.
С 2002 года в Армении проводится международный турнир по лёгкой атлетике имени Роберта Эммияна.
В апреле 2010 года был избран президентом Федерации лёгкой атлетики Армении.
В 2011 году Роберт Эммиян принял участие в телешоу «Большие гонки», руководя сборной Армении в финальной игре.
В 2012 году Роберту Эммияну присвоено звание «Почётный гражданин Гюмри».

## Личное
Во время землетрясения в декабре 1988 года в Армении погиб отец Роберта Эммияна. Была разрушена квартира семьи Эммияна, после этого Роберт вместе с матерью три года жил в гостинице.
Роберт Эммиян женат и имеет двух дочерей.

## Рекорды
- Рекорды Европы на стадионах: 
  - 8,61 метра, 6 июля 1986, Игры доброй воли,  Москва
  - 8,86 метра, 22 мая 1987, Цахкадзор — действующий рекорд Европы.
- Рекорд чемпионата Европы: 8,41 метра, 29 августа 1986, Штутгарт — действующий рекорд чемпионатов Европы.
- Рекорд чемпионатов Европы в залах: 8,49 метра, 21 февраля 1987
- Рекорд Игр доброй воли: 8,61 метра, 1986
- Рекорд Мемориалов братьев Знаменских: 8,40 метра, 1987